# Rest in peace
Rest in peace(라틴어: Requiescat in pace)는 죽은 사람의 명복을 빌때 사용되는 영어 어구로, 간단히 R.I.P.라고도 한다. 묘비에 종종 적히며, 한국어 표현으로는 '편히 쉬소서'가 있다.